# Campionati europei di ginnastica ritmica 2017
I Campionati europei di ginnastica ritmica 2017 sono stati la 33ª edizione della competizione continentale. Si sono svolti a Budapest, in Ungheria, dal 19 al 21 maggio 2017.

## Nuovo formato
A partire da questa edizione, la UEG ha stabilito un nuovo formato per il concorso a squadre che, oltre a sommare come di consueto avviene negli anni dispari il risultato ottenuto dalle ginnaste individualiste senior nei singoli attrezzi nel corso della fase di qualificazione, tiene anche conto del risultato ottenuto dai gruppi junior della stessa nazione durante le loro due presentazioni che determinano, tra l'altro, le qualificate alla successiva finale di categoria.

## Programma[2]
Orari in UTC+1
- Venerdì 19 maggio

10:00 Gruppi junior (1ª presentazione)
13:00 Concorso individuale a squadre senior (cerchio e palla) Nr. 1-12
15:15 Concorso individuale a squadre senior (cerchio e palla) Nr. 13-24
17:30 Cerimonia d'apertura
18:30 Concorso individuale a squadre senior (cerchio e palla) Nr. 25-35
- Sabato 20 maggio

11:00 Inizio rotazioni gruppi junior (2ª presentazione) + concorso individuale a squadre senior (clavette e nastro)
20:25 Premiazione competizione a squadre
- Domenica 21 maggio

11:00 Finale gruppi junior (10 clavette)
11:55 Premiazione gruppi junior
12:20 Finali di attrezzo senior (cerchio e palla)
13:15 Finali di attrezzo senior (clavette e nastro)
14:15 Premiazione attrezzi senior
14:45 Cerimonia di chiusura
15:45 Gala

## Podi

### Concorso a squadre
| Oro | Punti   | Argento | Punti   | Bronzo | Punti   |
| Russia Senior Aleksandra Soldatova Dina Averina Arina Averina Junior Diana Menžinskaja Ol'ga Sadomskaja Elizaveta Bogackova Kristina Teljanikova Ksenija Markova Dar'ja Perevozčikova | 182.175 | Bielorussia Senior Kacjaryna Halkina Alina Harnas'ko Junior Veranika Bjaljaeva Nastassja Makucevič Alina Trushkina Dzijana Misiučenka Lalita Mackevič Ksenija Jaromenka | 171.450 | Bulgaria Senior Nevjana Vladinova Katrin Taseva Junior Marja Spasova Galateja Gerova Bojana Gelova Biljana Pisova Biljana Vezirska | 170.300 |

### Senior
| Evento   | Oro           | Punti  | Argento              | Punti  | Bronzo            | Punti  |
| Cerchio  | Dina Averina  | 18.200 | Aleksandra Soldatova | 18.150 | Linoy Ashram      | 17.975 |
| Palla    | Arina Averina | 18.850 | Aleksandra Soldatova | 18.125 | Alina Harnas'ko   | 17.550 |
| Clavette | Arina Averina | 19.075 | Dina Averina         | 19.000 | Linoy Ashram      | 17.750 |
| Nastro   | Dina Averina  | 17.625 | Katrin Taseva        | 17.150 | Nevjana Vladinova | 16.975 |

### Junior
| Evento      | Oro | Punti  | Argento | Punti  | Bronzo                                                                          | Punti  |
| 10 clavette | Russia Diana Menžinskaja Ol'ga Sadomskaja Elizaveta Bogackova Kristina Teljanikova Ksenija Markova Dar'ja Perevozčikova | 16.950 | Italia Annapaola Cantatore Nina Corradini Melissa Girelli Francesca Pellegrini Talisa Torretti Rebecca Vinti | 16.700 | Israele Yana Kramarenko Shani Kataev Michelle Segal Yuliana Telegina Lizi El-Ad | 16.600 |

## Medagliere
| Pos.   | Paese       | Oro | Argento | Bronzo | Totale |
| ------ | ----------- | --- | ------- | ------ | ------ |
| 1      | Russia      | 6   | 3       | 0      | 9      |
| 2      | Bulgaria    | 0   | 1       | 2      | 3      |
| 3      | Bielorussia | 0   | 1       | 1      | 2      |
| 4      | Italia      | 0   | 1       | 0      | 1      |
| 5      | Israele     | 0   | 0       | 3      | 3      |
| Totale | Totale      | 6   | 6       | 6      | 18     |